# Villa Villekulla
Villa Villekulla kaldes en villa, som er i Astrid Lindgrens bøger om Pippi Langstrømpe samt i filmatiseringen af disse bøger. Pippi Langstrømpe bor i Villa Villekulla, hvor hun sover med fødderne på hovedpuden, bager peberkager på gulvet og finder skatte på loftet. I huset bor også aben Herr Nilsson og hesten Lilla gubben. 
Karakteristisk for huset er, at det er farverigt og hælder. I haven står et udhulet træ, fra hvilket man kan plukke sockerdricka. I nabohuset bor Pippis venner Tommy og Annika, der plejer at besøge Villa Villekulla næsten dagligt.
Huset der blev anvendt i filmatiseringerne ligger ved Kneippbyn på Gotland, i Sverige. Frem til 1970'erne stod huset i en have ved Gotlands regemente syd for Visby og var regimentets gamle forvalterbolig. Senere blev villaen flyttet til Kneippbyns sommarland, tre kilometer væk. Man placerede den på en stor slæde og slæbte den via Toftavägen, til Kneippbyn, hvor den står den dag i dag.